# بخش بیر پارک، شهرستان نورمن، مینه سوتا
بخش بیر پارک (به انگلیسی: Bear Park Township) یک منطقهٔ مسکونی در ایالات متحده آمریکا است که در شهرستان نورمن، مینه‌سوتا واقع شده‌است.
 بخش بیر پارک ۹۳٫۹ کیلومتر مربع مساحت و ۲۰۹ نفر جمعیت دارد و ۳۶۷ متر بالاتر از سطح دریا واقع شده‌است.